# Lygodium smithianum
Lygodium smithianum är en ormbunkeart som beskrevs av Presl. Lygodium smithianum ingår i släktet Lygodium och familjen Lygodiaceae. Inga underarter finns listade.